# Kōstas Mourouzīs
Kōnstantinos Mourouzīs, detto Kōstas (in greco Κωνσταντίνος "Κώστας" Μουρούζης?; Atene, 10 maggio 1934 – Atene, 11 giugno 2014), è stato un cestista e allenatore di pallacanestro greco.

## Carriera
Con la Grecia ha disputato due edizioni dei Campionati europei (1961, 1973).

## Palmarès

### Allenatore
- Campionato greco: 7

Panathinaikos: 1966-67, 1968-69, 1970-71, 1971-72, 1972-73, 1973-74
Olympiacos: 1977-78
- Coppa di Grecia: 2

Olympiacos: 1977, 1978